# PP8 - Paperino Paperotto
PP8 - Paperino Paperotto è stata una rivista per bambini edita da The Walt Disney Company Italia dal 2005 al 2006. Ogni numero del periodico, dedicato a bambini in età da scuole elementari, era composto da una storia a fumetti con protagonista il personaggio immaginario di Paperino Paperotto (ovvero Paperino da bambino), divisa in tre parti intervallate da alcune rubriche. A differenza delle storie incentrate sul personaggio pubblicate su Topolino, quelle pubblicate in questa rivista non sono ambientate nel passato ma in epoca contemporanea.

## Storia editoriale
Venne edita per tredici numeri tra il 2005 e il 2006 e idea dalla direttrice di Topolino Claretta Muci. Successivamente alla chiusura della testata le storie incentrate sul personaggio di Paperino Paperotto continuarono sul settimanale Topolino .

## Trama
I protagonisti sono Paperino Paperotto e i suoi amici Louis, Millicent, Tom e Betty Lou, già al centro di una serie di storie su Topolino. I cinque amici, che studiano nella classe P, fanno parte della S.O.S. (Sopravvivenza Oppressione Scolastica) insieme ai fratelli gemelli Ambros (Ambrogio e Ross). 
Paperino Paperotto e i suoi amici hanno dei grandi rivali che frequentano la classe Q, comandata da Tuck, che coglie sempre occasione di ostacolare Paperino e compagni, spesso aiutato da un fratellino spione che, nonostante sia amico di Paperino, lo ostacola senza volerlo a causa della sua lingua lunga. Paperino e i suoi amici, però, riescono sempre a sventare i piani dei loro rivali della classe Q.

## Personaggi
Alcuni personaggi sono quelli classici che si trovano anche su altre testate come Topolino, mentre altri sono creati appositamente per la serie autonoma.

### Personaggi principali
- Paperino Paperotto (Agente PP8): il protagonista della serie, è il capo della S.O.S. e ha il rifugio nella fattoria di Nonna Papera, in cui abita. Crede in mostri e alieni, e trova in essi la spiegazione dei misteri. Ad ogni modo, trova sempre un modo per risolvere una situazione sgradevole, principalmente sventare i piani del malvagio bullo Tuck e della sua banda insieme ai suoi amici, o comunque aiutare questi ultimi a superare una situazione apparentemente irrisolvibile.
- Louis Cromb (Agente L): è il migliore amico di Paperino, ed è un appassionato di Amazing Papers, una rivista scritta dagli ufologi Well e Ross; tra l'altro, suo padre lavora in un negozio di fumetti.
- Tom Lovett (Agente T): l'amico-rivale di Paperino, adora mangiare (i lecca-lecca in particolare) ed è solito chiamare Paperino «melanzana». Ironia della sorte, la sua materia preferita è la ginnastica. Bambino robusto e un po' ignorante, è molto duro con Paperino, ma dietro l'aspetto rude si nasconde la sua eterna corte per Betty Lou che ogni tanto sbeffeggia, anche se gli rinfaccia sempre il suo amore per lei. Essendo timido, non si dichiara mai a lei, anche se lo sanno tutti, e sa che se lo dichiarasse Betty non lo ascolterebbe, per cui preferisce rimanere il suo spasimante destinato a un eterno amore non corrisposto.
- Betty Lou Van Der Built (Agente B): un'amica di Paperino, è il rampollo di un'abbiente famiglia, e si trova in eterno conflitto in termini di moda contro Vicky. È molto superficiale, oltre che "viziata" stando a molti tra quelli che la conoscono, e odia tutti i giochi di movimento poiché ci si sporca.
- Millicent Webfoot (Agente M): la migliore amica di Betty Lou, è una ragazzina un po' avara e che aspira alla ricchezza, oltre che a dispensare sempre consigli ai compagni su come investire la paghetta. Non a caso, ha come idolo Paperon de' Paperoni, lo zio di Paperino, che spera di incontrare ogni volta che lui si reca a trovare il suo nipotino. Vive alla Regina del fiume, un vecchio battello legato al porticciolo fluviale quacktownese riconvertito in ristorante, ma in altre versioni abita in una fattoria circondata da grandi piantagioni d'aglio.
- Ambrogio e Ross Ambross (Agenti Ambross): sono i giovani fratelli gemelli provenienti dalla grande città, e sono amici di Paperino.

### Antagonisti
- Tucker "Tuck" William III: l'antagonista principale della serie, e acerrimo nemico-rivale di Paperino. Giovane e malvagio bullo-cittadino che non sopporta di essersi trasferito in campagna, vuole essere migliore di Paperino e tenta di farsi notare, ma non sempre gli va bene.
- Charlie: braccio destro di Tuck, è il figlio di un odontoiatra, porta l'apparecchio e odia le caramelle allo zucchero.
- Vicky: una vanitosa patita di moda, e la nemica-rivale numero uno di Betty Lou, soprattutto per quanto riguarda la moda.
- Boomer: il figlio di un wrestler, pugile e stuntman, ha una terribile capacità di rompere qualsiasi cosa sfiori.
- Hexe Klingen: una professoressa di nazionalità elvetica, si comporta come una perfida e crudele strega-scienziata vampira e ha pessima fama di persona fredda, spietata, temuta, infida e indomabile. Si scopre però che è anche brava nelle ripetizioni di tedesco che inculca a Tom facendogli prendere un bel voto. La sua tipica frase in tedesco è "Assoluto silenzien".

### Altri personaggi
- Jay Williams: il fratello minore di Tuck. Un bambino spione, ingenuo e chiacchierone che desidera dimostrare al fratellone quanto vale. Sembra stupido, ma l'apparenza inganna. Le vittorie (tentate e mai riuscite per qualche dettaglio) di Tuck sono anche merito delle soffiate di Jay, nonostante sia amico di Paperino.
- Paco: un altro amico di Paperino, viene dal Brasile. Tranquillo e sensibile, all'inizio è un po' timido e non vuole parlare con nessuno, ma acquista sicurezza aiutato dallo stesso Paperino.
- Billy (Agente B6): la capretta che Nonna Papera ha comprato al mercato. È molto goloso e pare che sappia addirittura preparare le torte.
- Patton (Agente 7R): è il cane del Signor Pennigton adottato dal caro Paperino dopo averlo trovato nella soffitta della scuola.
- Signor Pennington: un ex-scienziato, e uomo d'affari scozzese, è il padrone di Patton-7R, ritrovato da Paperino nella soffitta della scuola. Aiuterà la S.O.S. Secret Agency a prepararsi per il compito di matematica a Paperopoli.
- Nonna Papera: ha una fattoria a Quack Town, cucina benissimo ed è conosciuta da tutti (soprattutto da Tom) per le sue torte.
- Miss Mary Elizabeth Witchcraft: è l'insegnante di Paperino e dei suoi amici.
- Jonathan E. Strickland: è il preside della scuola. Di bassa statura, è assai superficiale e pare interessarsi solo del suo capello. Il suo nome è ispirato da Gerald Strickland (il preside della scuola di Marty McFly, e uno dei personaggi minori della popolare serie di fantascienza Ritorno al futuro).
- Brad Wayne: un abilissimo istruttore della palestra in tutti gli sport, un campione di finger-spinning che fa ruotare fisicamente sul dito una palla del Basket. Brad gli piacciono i film d'avventura, e non sopporta persino i prepotenti (come viene mostrato due volte di fermare il litigio tra i due acerrimi rivali Paperino e Tuck).
- Eliott Timkin: un insegnante molto pignolo e lamentoso di recitazione.
- Leo Shadows: è il bidello della scuola.
- Clementina Blorghsmooth: è la cuoca della scuola, specializzata in brodaglie puzzolenti.
- Ottone Brown: è il custode della scuola.

## Elenco degli albi
PP8 - Paperino Paperotto è stato pubblicato da maggio 2005 a giugno 2006 a cadenza mensile, per un totale di 13 numeri. In ogni numero della rivista è contenuta una storia principale che caratterizza l'albo, come è avvenuto per W.I.T.C.H., PK - Pikappa, X-Mickey e Monster Allergy.
| Nº | Titolo/Storia principale        | Data pubblicazione |
| -- | ------------------------------- | ------------------ |
| 1  | L'agente segreto... del cavolo! | maggio 2005        |
| 2  | Il grande incontro              | giugno 2005        |
| 3  | Mostri in soffitta              | luglio 2005        |
| 4  | Il rapimento                    | agosto 2005        |
| 5  | Il segreto di Tom               | settembre 2005     |
| 6  | Allarme clonazione              | ottobre 2005       |
| 7  | Un colpo... di genio            | novembre 2005      |
| 8  | Missione matematica             | dicembre 2005      |
| 9  | La fuga di Natale               | gennaio 2006       |
| 10 | Un gioco pericoloso             | febbraio 2006      |
| 11 | S.O.S. Betty Lou                | marzo 2006         |
| 12 | Streghe su Quack Town           | aprile 2006        |
| 13 | La prova di Ross                | maggio 2006        |